# L'Étoile (opéra bouffe)
Pour les articles homonymes, voir Étoile (homonymie).
L'Étoile est un opéra bouffe en trois actes d'Emmanuel Chabrier sur un livret d’Eugène Leterrier et Albert Vanloo, créé au Théâtre des Bouffes-Parisiens le 28 novembre 1877.
Chabrier a rencontré ses librettistes chez un ami commun, le peintre Gaston Hirsch, en 1875. Chabrier leur a joué les premières versions de la romance Ô petite étoile, et la polyphonie Le pal, le pal est de tous les supplices… (sur des mots de Verlaine, que Leterrier et Vanloo ont finalement édulcorés car ils les trouvaient trop forts). Ils ont alors décidé de collaborer. L'histoire de cette rencontre entre les trois artistes trouve elle-mème un certain écho dans les personnages et l'histoire de Fisch-Ton-Kan (en), un autre opéra de Chabrier.

## Les représentations
La première eut lieu le 28 novembre 1877 dans le théâtre de Jacques Offenbach, le théâtre des bouffes Parisiens. Dans sa version initiale, le modeste orchestre fut effaré par la difficulté de la partition de Chabrier, qui était bien plus sophistiquée que tout ce qu'Offenbach écrivait pour les petits théâtres de boulevard.
L'œuvre fut ensuite jouée hors de France à Berlin le 4 octobre 1878, puis à Budapest le 23 novembre 1878. À New York en 1890, le théâtre de Broadway (41e rue) l'accueille dans une adaptation anglaise de J. Cheever Goodwin intitulée The Merry Monarch, sur une musique de Woolson Morse. La musique de Chabrier ne fut pas mieux accueillie à Londres en 1899, où la partition fut réécrite par Ivan Caryll lors d'une adaptation au Savoy Theatre intitulée The Lucky Star. À Bruxelles en 1909, la musique de Chabrier sera bien jouée, et il y eut une représentation à l'exposition des arts décoratifs de Paris en 1925, dirigé par Albert Wolff.
Le premier retour sur scène majeur fut le 10 avril 1941 à l'opéra-comique de Paris sous l'occupation nazi, avec Fanély Revoil, René Hérent, Lillie Grandval et André Balbon, et des extraits choisis furent enregistrés, dirigé par Roger Désormière ; cette production sera de retour en décembre 1946 avec Revoil et Payen. De nouvelles créations sont ensuite montés à l'opéra-comique en octobre 1984 avec Colette Alliot-Lugaz et Michel Sénéchal dans les rôles principaux, et en décembre 2007 avec Jean-Luc Viala et Stéphanie d'Oustrac.
Le premier enregistrement intégral fut réalisée par EMI en 1985, sous la baguette de John Eliot Gardiner, après une production à l'Opéra National de Lyon l'année précédente avec Alliot-Lugaz, production filmée par FR3 en novembre 1985 et diffusée en 1986.
L'étoile voit son retour sur scène de plus en plus souvent et un peu partout, avec des productions à Opera North en 1991, Glimmerglass et Maastricht en 2001, New York City Opera en 2003 (reprise en mars 2010), Toronto en 2005, Montréal et Cincinnati en 2006, Zürich en 2007 et Genève en 2009. En 2010 il fut présenté à Austin Lyric Opera dans le Texas, au Staatsoper Unter den Linden (dirigé par Simon Rattle) et au Theater Bielefeld. Une création avec David Alden fut monté au Frankfurt Opera en 2010-2011. New Sussex Opera le présenta en anglais à Londres et dans le Sussex sous l'appellation Lucky Star en 2013 dirigé par Nicholas Jenkins.
Il fut aussi en 2014/2015 au programme de l'Opéra national des Pays-Bas. En février 2015, il est représenté à l'Université de Montréal où il est jouer par les étudiants de la faculté de musique de l'université. The Royal Opera (Londres) en fit aussi une création en 2016.

## Argument

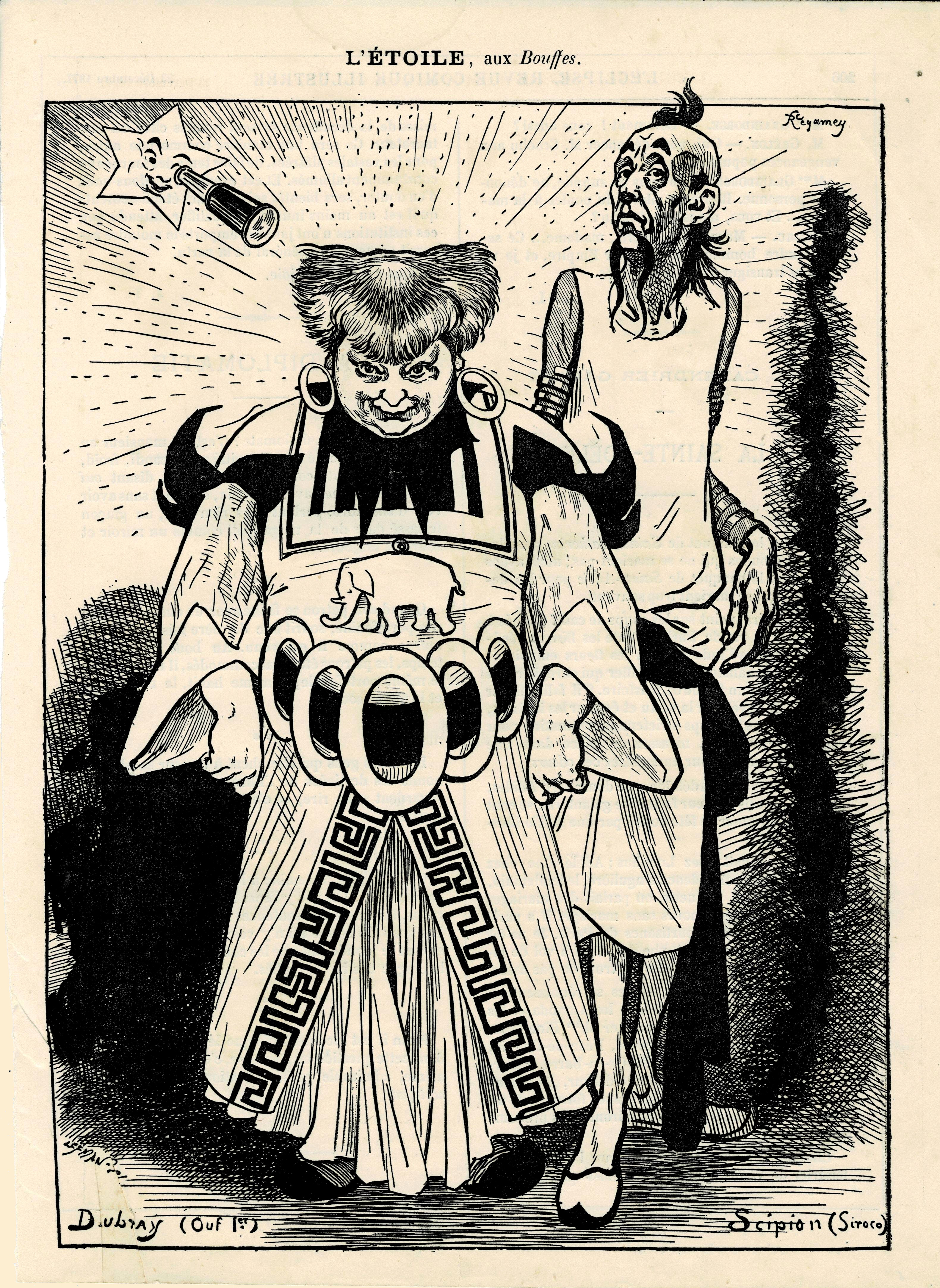
« L'Étoile aux Bouffes » en 1877 avec Daubray dans le rôle d'Ouf Ier et Étienne Scipion dans le rôle de Siroco.
Dessin de presse de Félix Régamey.

La scène se passe en Orient.

### Acte I
Le roi Ouf Ier a une étrange manie : chaque année, le jour de sa fête, il offre à son peuple en guise de divertissement l'exécution d'un criminel. Or, cette fois, les prisons sont vides, ce qui fait honneur à ses sujets, mais l'embarrasse beaucoup. Déguisé en simple bourgeois, il cherche à faire dire du mal de lui dans le but de mettre la main sur une victime. La fête serait ratée, sans le jeune Lazuli, colporteur de cold-cream, amoureux de la princesse Laoula et désolé parce qu'il la croyait libre et que l'ambassadeur Hérisson de Porc-Épic vient de la faire passer pour sa femme, au lieu et place de la gracieuse Aloës. La vérité est qu'à son insu, Laoula est fiancée d'Ouf Ier et sera l'appoint des traités de commerce. Au moment où Lazuli se désespère, le roi l'aborde et l'importune tellement qu'il se fait appliquer une paire de gifles. Voilà le criminel trouvé. Qu'on on amène l'instrument du supplice et qu’on l’empale !
« Arrêtez, s'écrie Siroco, l'astrologue de la cour, arrêtez ! je viens de découvrir que l'étoile de Votre Majesté et celle du coupable n'en font qu'une seule : quand Lazuli mourra, vous le suivrez à vingt-quatre heures d'intervalle.»

### Acte II
Changement de tableau : Lazuli est choyé, ses moindres désirs sont des ordres, sa santé surtout préoccupe le roi; agacé à la fin par tant d'attentions, le jeune homme essaye en vain de fuir et déclare qu'il est amoureux de la femme de l'ambassadeur Hérisson. « Qu'à cela ne tienne, répond Ouf, je vais faire boucler le mari ; enlève-la », et Lazuli enlève... la princesse Laoula, puisque c'est la femme qu'il aime. On découvre le quiproquo, et les fugitifs sont encore sur le lac devant le palais ; les gardes tirent sur le bateau : Laoula est saine et sauve, mais Lazuli a disparu; pas de doute possible, il est noyé. Ouf s'arrache les cheveux de désespoir: Lazuli n'est plus, son heure va donc sonner; elle va sonner aussi pour l'astrologue Siroco qui, par la volonté de son souverain, ne doit lui survivre qu’un quart d'heure.

### Acte III
Lazuli, ayant échappé au pire, surprend une discussion entre Ouf, Sirocco et Hérisson et finit par révéler sa présence à Laoula. Ils prévoient une seconde fuite. Le roi et Siroco tentent de se remonter le moral avec un verre de chartreuse. Ouf, prêt à tout pour obtenir un héritier, prévoit de se marier à Laoula, dans l'heure s'il le faut, mais découvre qu'il est trop tard pour y penser, la malédiction va bientôt s'abattre... Cependant, cinq heures sonnent et rien ne se passe. Ouf pense alors que les déclarations de l'astrologue doivent être fausses. Le chef de la police apparait avec Lazuli, qui fut pris alors qu'il tentait de fuir le pays. Le roi bénit alors le mariage entre Lazuli et Laoula. Dans le chœur final, Lazuli et Laoula s'adressent aux spectateurs en reprenant le chœur du premier acte

## Rôles
| Rôle                                                             | Tessiture        | Première distribution, 28 novembre 1877 (Chef d'orchestre : Léon Roques) |
| ---------------------------------------------------------------- | ---------------- | ------------------------------------------------------------------------ |
| Ouf Ier, roi des Trente-Six Royaumes                             | ténor            | Daubray                                                                  |
| Siroco, astrologue                                               | basse            | Étienne Scipion                                                          |
| Prince Hérisson de Porc-Épic, Ambassadeur de la cour de Mataquin | baryton          | Jolly                                                                    |
| Tapioca, secrétaire de Hérisson                                  | tenor            | Jannin                                                                   |
| Lazuli                                                           | mezzo-soprano    | Paola Marié                                                              |
| La Princesse Laoula                                              | soprano          | Berthe Stuart                                                            |
| Aloès, la femme de Hérisson                                      | mezzo-soprano    | Luce                                                                     |
| Oasis, servante d'honneur                                        | soprano          | Blot                                                                     |
| Asphodèle, Youca, Adza, Zinnia, Koukouli, servantes d'honneur    | sopranos, mezzos |                                                                          |
| Chef de la police                                                | parlé            | Pescheux                                                                 |
| Chœur: passants, gardes, courtisans                              |                  |                                                                          |

  Source: Delage

## Commentaires
Certaines chansons (la romance de l'étoile, le chœur du pal) ont été écrites par Paul Verlaine.

## Discographie
- Avec Ninon Vallin, Hugues Cuénod, l'orchestre de la Suisse romande dirigé par Ernest Ansermet (Cascavelle).
- Avec Colette Alliot-Lugaz, Georges Gautier, Gabriel Bacquier, François Le Roux, l'orchestre de l'opéra de Lyon dirigé par John Eliot Gardiner (EMI).